# Nardia succulenta
Nardia succulenta là một loài Rêu trong họ Jungermanniaceae. Loài này được (Rich. ex Lehm. & Lindenb.) Spreng. mô tả khoa học đầu tiên năm 1885.